# Cristisse
Cristisse is een kevergeslacht uit de familie van de boktorren (Cerambycidae). De wetenschappelijke naam van het geslacht werd voor het eerst geldig gepubliceerd in 1955 door Breuning.

## Soorten
Cristisse is monotypisch en omvat slechts de volgende soort:
- Cristisse bicristata Breuning, 1955